# Pirttijärvi (sjö i Kuhmois, Mellersta Finland)
Pirttijärvi är en sjö i kommunen Kuhmois i landskapet Mellersta Finland i Finland. Arean är 45 hektar och strandlinjen är 6,6 kilometer lång. Sjön  ingår i Kumo älvs huvudavrinningsområde.   Den ligger omkring 86 kilometer söder om Jyväskylä och omkring 150 kilometer norr om Helsingfors. 